# Heinz Hornig
Heinz Hornig (ur. 28 września 1937 w Gelsenkirchen) – niemiecki piłkarz występujący na pozycji napastnika.

## Kariera klubowa
Hornig zawodową karierę rozpoczynał w 1958 roku w klubie FC Schalke 04. Od 1959 roku był graczem Rot-Weiss Essen. W 1962 roku przeszedł do 1. FC Köln. W jego barwach zadebiutował 18 sierpnia 1962 w przegranym 1:3 meczu Oberligi West z Rot-Weiß Oberhausen. Od początku sezonu 1963/1964 startował z klubem w rozgrywkach Bundesligi. Pierwszy mecz zaliczył w niej 24 sierpnia 1963 przeciwko 1. FC Saarbrücken (2:0). 31 sierpnia 1963 w wygranym 4:0 spotkaniu z Karlsruher SC strzelił pierwszego gola w trakcie gry w Bundeslidze. W 1964 roku zdobył z klubem mistrzostwo Niemiec. Rok później wywalczył z nim wicemistrzostwo Niemiec. W 1968 roku wygrał z zespołem Puchar Niemiec. W 1970 roku odszedł do belgijskiego RWD Molenbeek, gdzie w 1972 roku zakończył karierę.

## Kariera reprezentacyjna
W reprezentacji Niemiec Hornig zadebiutował 13 marca 1965 w zremisowanym 1:1 towarzyskim meczu z Włochami. W 1966 roku został powołany do kadry na mistrzostwa świata 1966. Nie zagrał tam w żadnym meczu, a Niemcy wywalczyli wicemistrzostwo świata, po porażce w jego finale z Anglią. W latach 1965–1966 w drużynie narodowej rozegrał 7 spotkań.